# جيولونغ (غاطسة)

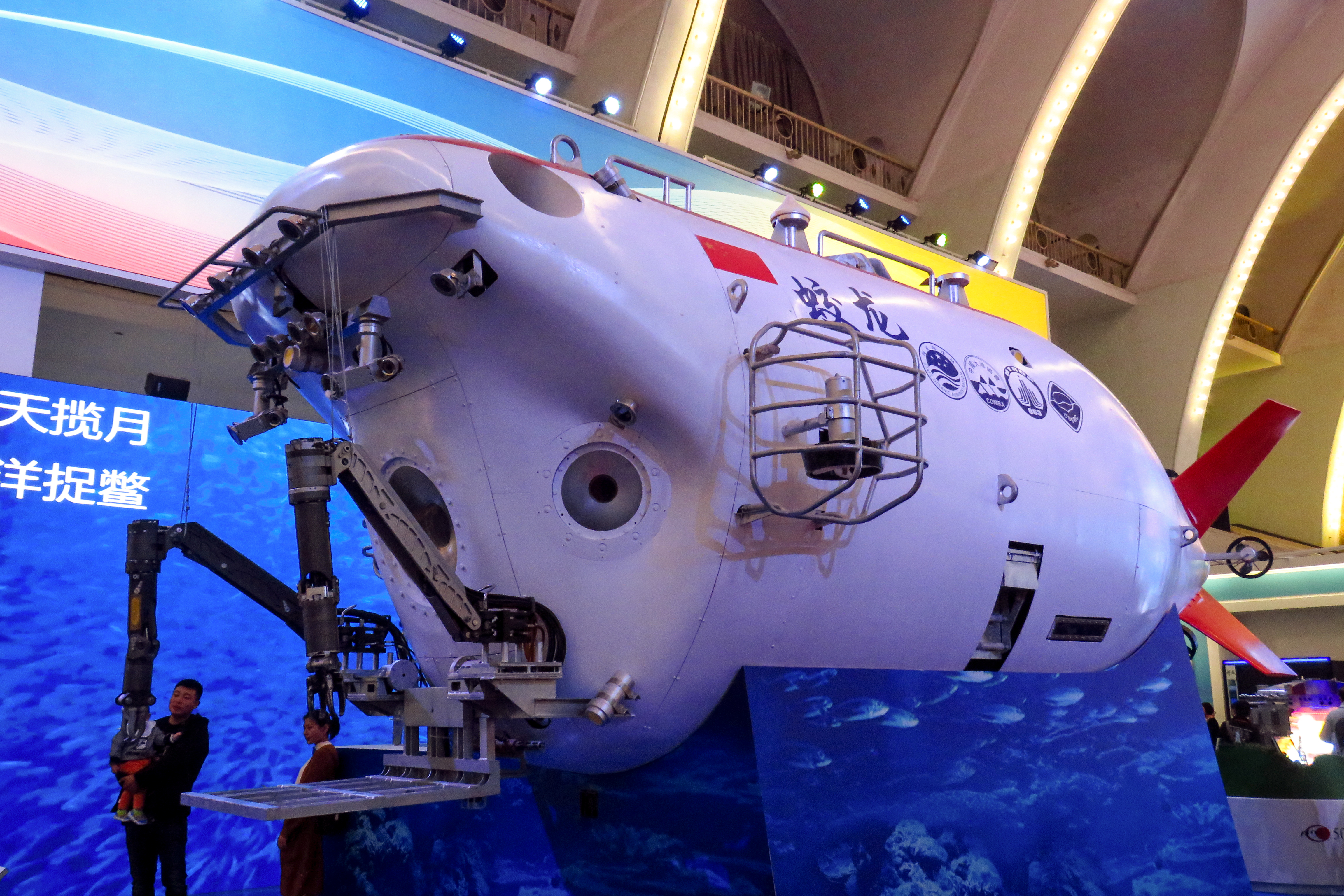

جيولونغ (الصينية المبسطة:蛟龙号، الصينية التقليدية:蛟龍號، بينيين:jiāolóng hào، تعني: تنين الفيضان) هي غاطسة بحوث صينية يمكنها حمل ركاب للوصول لعمق يصل لأبعد من 7000 متر في البحر. هذه الغاطسة من الغاطسات الأفضل والتي تملك أفضل رقم مسجل لأبعد عمق لغاطسة ذو ركاب، حيث لايوجد سوى غاطستين ذو ركاب أخرى قد وصلت لأعمق منها وهما الغاطسة تريست بثي سكبف (وصلت 10,916 م) في عام 1960 والغاطسة ديبسي تشالنجر (وصلت 10,898 متر) في عام 2012 وذلك في خندق تشالنجر ديب لكلا الغاطستين. المصمم الرئيس  للغاطسة هو شو كينان (徐芑南)، وهو أستاذ سابق في كلية الهندسة المعمارية البحرية والمحيطات والهندسة المدنية نسخة محفوظة 27 أبريل 2009 على موقع واي باك مشين. (船舶与海洋工程学院) من جامعة شنغهاي جياو تونغ (SJTU)، حيث صمم أيضا العديد غيرها من الغواصات الصينية والمركبات دون ركاب للغوص تحت الماء. الأستاذ شو يعمل الآن كأكاديمي في الأكاديمية الصينية للهندسة. نائب المصمم الرئيس للغاطسة هو تسوى وى تشنغ (崔维成)، ونائب نائب المصمم الرئيس هو تشو وى تشينغ (朱维庆).
في يونيو 27, 2012 قام طاقم مكون من اثنين بقيادة الغاطسة جيولونغ للوصول إلى عمق 7,062 متر (23,169 قدم) في خندق ماريانا غرب المحيط الهادئ. وسابقاً، في 19 يونيو 2012، وصلت جيولونغ إلى عمق 6,965 متر (22,851 قدم). كان أول اختبار للغاطسة في بحر الصين الجنوبي ما بين 31 مايو ويوليو 18 من عام 2010 حيث وصلت إلى عمق 3,759 متر (12,333 قدم) مع ثلاثة من أفراد الطاقم. وفي 22 يوليو 2011، وصلت جيولونغ إلى عمق 4,027.31 متر (13,213.0 قدم) في شمال شرق المحيط الهادئ حيث استغرقت المهمة خمس ساعات وشملت بحوثاً كيميائية وفيزيائية وبيولوجية. أتمت الغاطسة جيولونغ 17 غطسة حتى الآن.
هناك دول أخرى إلى جانب الصين قامت بتطوير تقنيات للوصول لأعماق المحيطات منها الولايات المتحدة وفرنسا وروسيا واليابان.